# Первый (Свердловская область)
Первый — посёлок в Верхнесалдинском городском округе Свердловской области. Управляется территориальной администрацией посёлка Басьяновский.

## География
Населённый пункт расположен в 2,5 км на восток от озера Басьяновское в 36 километрах на северо-восток от административного центра округа — города Верхняя Салда.
Часовой пояс
Первый, как и вся Свердловская область, находится в часовой зоне МСК+2. Смещение применяемого времени относительно UTC составляет +5:00.

## Население
| 2002 | 2010 |
| ---- | ---- |
| 5    | ↘0   |

## Инфраструктура
Посёлок разделён на три улицы (1 Мая, Добровольцев, Молодёжная).